# Станка Храстел
Станка Храстел (на словенски: Stanka Hrastelj) е словенска керамична дизайнерка, преводачка, поетеса и писателка на произведения в жанр драма и лирика.

## Биография и творчество
Станка Храстел е родена през 1975 г. в Брежице, Словения, Югославия. Учи в гимназията в Брежице. Следва богословие в Университета в Любляна.
Започва да пише активно поезия от 1994 г. Участва в антологиите „Otroci sonca“ (1999), „Modrine“ (1999), „Črke samote“ (2000), „Pod dežnikom“ (2001) и „Fanfare“ (2003).
През 2001 г. на Фестивала на младите писатели на Словения „Уршка“ е избрана за най-добра млада поетеса. През 2005 г. е издаден първият ѝ сборник с поезия „Nizki toni“ („Ниски тонове“). Получава награда за най-добър литературен дебют. По време на Словенските дни на книгата 2007 г. в Марибор печели титлата „рицар на поезията“ на поетичен турнир. През 2009 г. е издадена втората ѝ стихосбирка „Gospod, nekaj imamo za vas“ („Господи, нещо имаме за вас“).
Стихотворенията ѝ са белязани с мрачни мотиви и включват теми като болести, както физически, така и психически, както и за самоубийства – теми, които остават табу в съвременното общество и се третират рядко, ако изобщо получават отразяване в литературата. Смята, че насочването на вниманието към такива теми може да помогне за постигане на важни положителни промени в социалното разбиране на стигматизирани теми като аборт, самоубийство, деменция, старост и др.
През 2012 г. е издаден романът ѝ „Igranje“ („Играене“). За него получава наградата „Синя птица“ на издателство „Младинска книга“.
Нейни творби имат множество публикации в национални и чуждестранни антологии, антологии и списания. Отделни стихотворения и прозаични откъси са преведени и публикувани на над 20 езика по света.
Прави преводи на поезия от Хърватия, Сърбия, Босна и Херцеговина. Член е на Асоциацията на писателите в Словения. В родния си град Кръшко основава Обществото за култура и изкуства „Liber“.
В допълнение към литератураната си дейност се занимава с дизайн на керамика и притежава грънчарско студио.
Станка Храстел живее със семейството си в Кръшко.

## Произведения

### Поезия
- Nizki toni (2005)
- Gospod, nekaj imamo za vas (2009)

### Романи
- Igranje (2012)
- Prva dama (2019)